# Tournoi de Scrabble
Un tournoi de Scrabble est un tournoi qui réunit des joueurs du jeu de société Scrabble. La taille de ces tournois varie d'un tournoi local qui réunit une douzaine de participants, aux plus grands tournois au monde, par exemple les festivals de Vichy et Aix-les-Bains en français, aux Simultanés mondiaux qui réunissent chacun plus de 2 000 joueurs chaque année,.

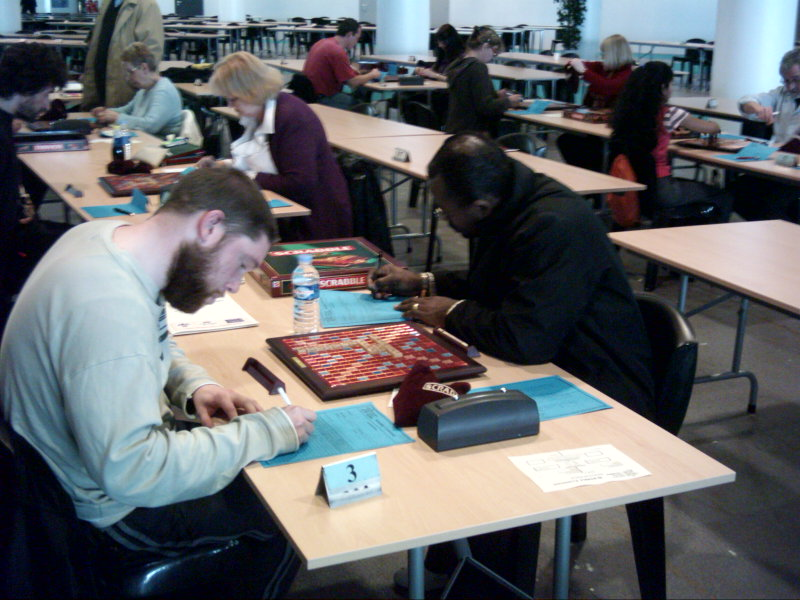
Une partie classique au festival de Cannes

## Organisation
Il y a deux types de tournois de Scrabble : les tournois classiques et les tournois duplicates. Les tournois duplicates sont populaires en France et dans la Francophonie, tandis que les tournois classiques sont plus populaires dans les autres langues, surtout en anglais. 

### Tournoi classique
Un tournoi classique ressemble à un tournoi d'échecs. Un certain nombre de participants se réunit et dispute un certain nombre de parties décidé à l'avance par les arbitres. Les tournois sont souvent découpés en divisions pour compenser les différents niveaux de jeu : un joueur avec une cote élevée ne doit pas jouer avec un joueur beaucoup moins coté. Les joueurs disputent leur première partie, puis il y a un système pour décider leurs prochains adversaires : soit par classement soit par les résultats des parties déjà jouées. Les joueurs enregistrent leurs propres scores et se mettent d'accord sur le score final à la fin de la partie. Si un joueur met un mot qui peut être faux, l'autre joueur a le droit de « contester » en écrivant le mot sur un bulletin et en le donnant à un arbitre. Après la fin de toutes les parties, un vainqueur est déclaré : celui qui a gagné la plus de parties est le vainqueur. En cas d'égalité, il y a des méthodes pour départager les joueurs. En anglais c'est souvent le nombre de points marqués par le joueur moins le nombre de points marqués par ses adversaires (dit l'écart). D'autres méthodes de classement existent, par exemple, le cumul des cotes des adversaires ou en français, les points de match parculiers. C'est-à-dire si deux joueurs qui ont fini le tournoi avec le même nombre de victoires se sont joués, celui qui a remporté ce match est mis avant celui qui l'a perdu.

### Tournoi duplicate
En duplicate, tous les joueurs ont les mêmes lettres en même temps et doivent simplement enregistrer le score le plus élevé possible sur la grille actuelle. À la fin du coup, l'arbitre qui dirige la partie annonce le top (la solution optimale) et les nouvelles lettres du prochain tirages. Ce système est le plus populaire en français mais n'est pas du tout utilisé en anglais. Ce système est aussi utilisé aux Pays-Bas et en Roumanie mais il y a beaucoup moins de joueurs. La taille du tournoi est seulement limitée par la taille de la salle et le nombre d'organisateurs. Il n'y a pas besoin de découper le tournoi en divisions parce que les joueurs ne jouent pas contre des adversaires, mais contre le score maximal. Un joueur bien classé peut confronter un joueur moins classé indirectement. Celui qui marque le plus de points est le vainqueur : ce score peut être exprimé par un pourcentage, ou par un écart. Par exemple 900 sur 1 000 est un pourcentage de 90 %, ou un écart de -100 (prononcé « moins cent »).
Les joueurs soumettent leurs solutions sur des « bulletins », c'est-à-dire des petites feuilles de papier qui sont ramassées par des ramasseurs. Chaque bulletin doit être vérifié par un arbitre qui enregistre le score du joueur - il marque un score de zéro si son mot n'est pas admis. Il doit y avoir un ramasseur et un arbitre pour tous les 30 ou 40 joueurs.

#### Simultané
Les simultanés sont des parties duplicates prétirées et envoyées aux dirigeants des clubs qui y participent. Ainsi, le tournoi n'est pas limité par la taille de la salle parce que les joueurs rejouent la partie à leur propre club, arbitrés par le dirigeant du club. Des joueurs de différentes régions, même de différents pays peuvent s'affronter en compétition sans être dans la même salle.

### Comparaison entre le classique et le duplicate
Le système duplicate et classique sont tous les deux adaptés pour des grandes compétitions. Toutefois, l'organisation d'un tournoi en duplicate est beaucoup plus lourde qu'en classique : il doit y avoir des ramasseurs pour ramasser les bulletins des joueurs, puis des arbitres pour enregistrer le score et la validité des mots soumis et un juge-arbitre pour gérer la partie.
En classique, un seul arbitre (sollicité pour la vérification des mots) est souvent suffisant. Le logiciel de gestion du tournoi (saisie des noms des joueurs, résultats, constitution des matches...) est le plus souvent manipulé par un des joueurs.